# Symbolics
Symbolics si riferisce a due società: l'ex produttore di computer Symbolics, Inc. e una società privata che ha acquisito le attività della vecchia compagnia e continua a vendere e mantenere il sistema Open Genera Lisp ed il sistema informatico algebrico Macsyma.
Il dominio symbolics.com è stato originariamente registrato il 15 marzo 1985, diventando così il primo dominio .com in tutto il mondo.
Tuttavia, il 27 agosto 2009, è stato venduto ad XF.com Investments, società di investimenti del Missouri.